# 887 Alinda
887 Alinda è un asteroide Amor, scoperto da Max Wolf, da Heidelberg (Germania) nel 1918, del diametro medio di circa 4,2 km.
Per i suoi parametri orbitali, Alinda è considerato il prototipo della famiglia di asteroidi Alinda della fascia principale, che comprende oggetti in risonanza orbitale 1:3 con il pianeta Giove e in risonanza 4:1 con la Terra.
Il nome, proposto da H. Kobol, potrebbe riferirsi ad Alinda, personaggio della mitologia aborigena australiana, oppure ad Alinda, antica città dell'Anatolia.